# Giovanni delle Bande Nere (P434)
Il Giovanni delle Bande Nere (distintivo ottico P 434) è un pattugliatore d'altura della Marina Militare italiana, quarta unità della classe navale designata come pattugliatori polivalenti d'altura (PPA) in versione Full.
L'unità prende il nome del condottiero, capitano di ventura italiano Giovanni delle Bande Nere.

## Impiego
Durante maggio 2025 , la nave prende parte, nelle acque norvegesi e britanniche, all’esercitazione aeronavale At Sea Demonstration/Formidable Shield 25 (ASD/FS25), ideata dalla Sesta Flotta statunitense e realizzata dalle forze navali d’assalto e supporto della NATO (STRIKFORNATO). In questa attività, la nave ha sparato un missile Aster 15 in configurazione telemetrica contro un bersaglio subsonico in formato seaskimmer. Questo dimostra l'altro grado di preparazione militare raggiunto dall'equipaggio nell'uso della tecnologia disponibile sulla nave.
Tra il 29 maggio e l'11 giugno la nave ha partecipato all'esercitazione europea denominata POLARIS 25, ideata e condotta dalla Marine Nationale.